# Tour de Castille-et-León 2009
Le Tour de Castille-et-León 2009 se tient du 23 au 27 mars, et relie Paredes de Nava à Valladolid. Il est remporté par Levi Leipheimer.

## Étapes
| Étape | Date    | Villes-étapes                                               | Distance      | Vainqueur          | Leader          |
| ----- | ------- | ----------------------------------------------------------- | ------------- | ------------------ | --------------- |
| 1re   | 23 mars | Paredes de Nava - Baltanás                                  | 168,3 km      | Joaquín Sobrino    | Joaquín Sobrino |
| 2e    | 24 mars | Palencia - Palencia                                         | 28,2 km (CLM) | Levi Leipheimer    | Levi Leipheimer |
| 3e    | 25 mars | Sahagún - Station de ski de San Isidro (es)                 | 156,9 km      | Alejandro Valverde | Levi Leipheimer |
| 4e    | 26 mars | Santa María del Páramo - Lagune de Los Peces (es) (Galende) | 145,4 km      | Juan José Cobo     | Levi Leipheimer |
| 5e    | 27 mars | Benavente - Valladolid                                      | 152,5 km      | Alejandro Valverde | Levi Leipheimer |

### 1reétape
L'étape se déroule entre Paredes de Nava et Baltanás, et est longue de 168,3 km.
|   | Cycliste               | Pays     | Équipe                    | Temps           |
| - | ---------------------- | -------- | ------------------------- | --------------- |
| 1 | Joaquín Sobrino        | Espagne  | Burgos BH-Castilla y León | 4 h 31 min 53 s |
| 2 | David Vitoria          | Suisse   | Rock Racing               | m.t.            |
| 3 | José Joaquín Rojas     | Espagne  | Caisse d'Epargne          | m.t.            |
| 4 | Rubén Pérez            | Espagne  | Euskaltel-Euskadi         | m.t.            |
| 5 | Manuel António Cardoso | Portugal | Liberty Seguros           | m.t.            |

|   | Cycliste               | Pays     | Équipe                    | Temps           |
| - | ---------------------- | -------- | ------------------------- | --------------- |
| 1 | Joaquín Sobrino        | Espagne  | Burgos BH-Castilla y León | 4 h 31 min 53 s |
| 2 | David Vitoria          | Suisse   | Rock Racing               | m.t.            |
| 3 | José Joaquín Rojas     | Espagne  | Caisse d'Epargne          | m.t.            |
| 4 | Rubén Pérez            | Espagne  | Euskaltel-Euskadi         | m.t.            |
| 5 | Manuel António Cardoso | Portugal | Liberty Seguros           | m.t.            |

### 2eétape

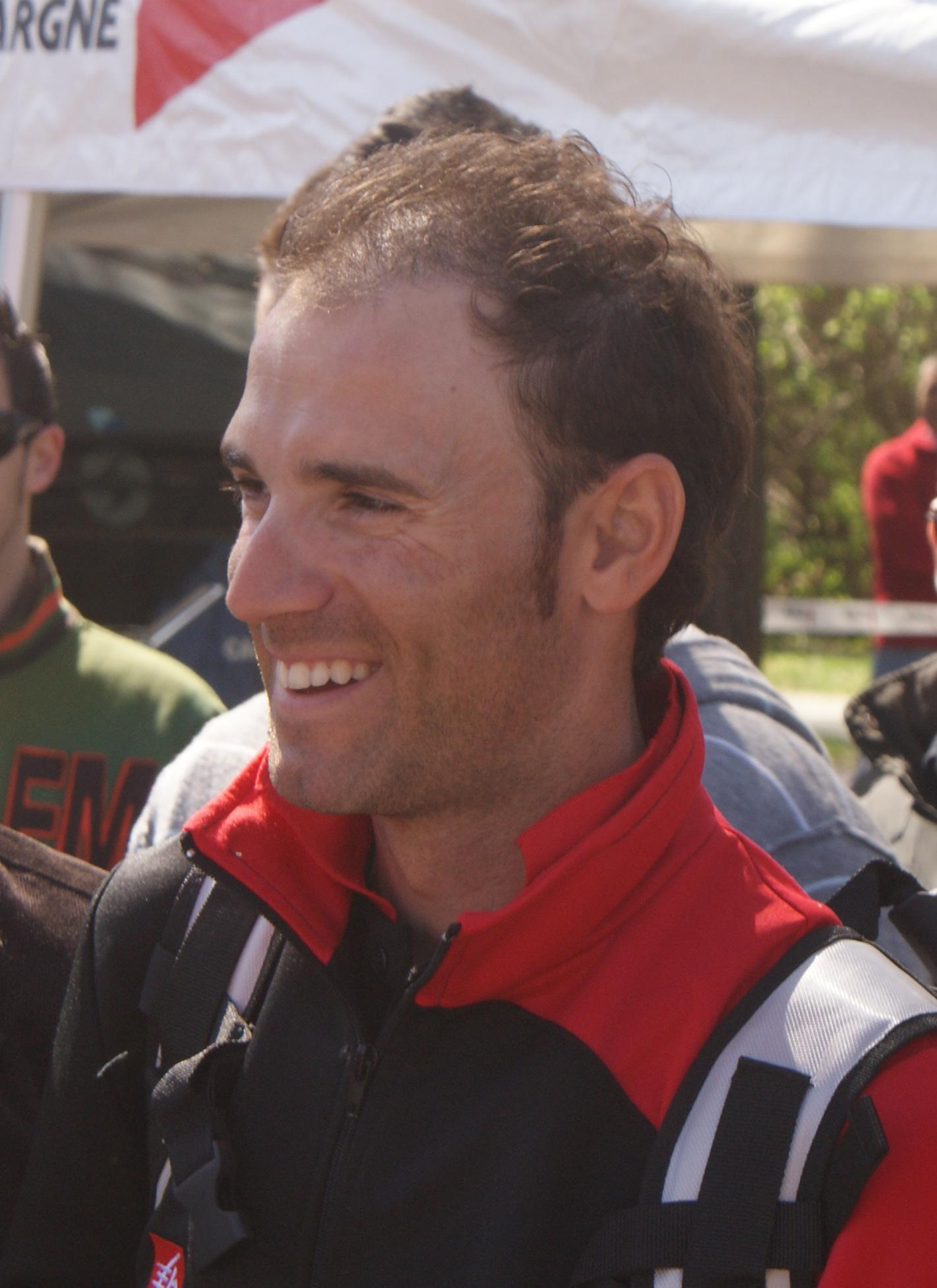
Alejandro Valverde à Palencia.

L'étape est un contre-la-montre autour de Palencia, long de 28,2 km. Elle est remportée par Levi Leipheimer qui prend par là même le maillot de leader.
|   | Cycliste         | Pays       | Équipe            | Temps       |
| - | ---------------- | ---------- | ----------------- | ----------- |
| 1 | Levi Leipheimer  | États-Unis | Astana            | 33 min 17 s |
| 2 | Alberto Contador | Espagne    | Astana            | + 16 s      |
| 3 | David Zabriskie  | États-Unis | Garmin-Slipstream | + 22 s      |
| 4 | Stef Clement     | Pays-Bas   | Rabobank          | + 49 s      |
| 5 | Denis Menchov    | Russie     | Rabobank          | + 55 s      |

|   | Cycliste         | Pays       | Équipe            | Temps          |
| - | ---------------- | ---------- | ----------------- | -------------- |
| 1 | Levi Leipheimer  | États-Unis | Astana            | 5 h 5 min 10 s |
| 2 | Alberto Contador | Espagne    | Astana            | + 16 s         |
| 3 | David Zabriskie  | États-Unis | Garmin-Slipstream | + 22 s         |
| 4 | Stef Clement     | Pays-Bas   | Rabobank          | + 49 s         |
| 5 | Denis Menchov    | Russie     | Rabobank          | + 55 s         |

### 3eétape
L'étape se déroule entre Sahagún et la station de ski de San Isidro, et est longue de 156,9 km. C'est Alejandro Valverde qui triomphe.
|   | Cycliste             | Pays    | Équipe            | Temps           |
| - | -------------------- | ------- | ----------------- | --------------- |
| 1 | Alejandro Valverde   | Espagne | Caisse d'Epargne  | 3 h 28 min 16 s |
| 2 | Rubén Plaza          | Espagne | Liberty Seguros   | m.t.            |
| 3 | Javier Moreno        | Espagne | Andalucía-Cajasur | m.t.            |
| 4 | José Alberto Benítez | Espagne | Fuji-Servetto     | m.t.            |
| 5 | Rubén Pérez          | Espagne | Euskaltel-Euskadi | m.t.            |

|   | Cycliste         | Pays       | Équipe            | Temps           |
| - | ---------------- | ---------- | ----------------- | --------------- |
| 1 | Levi Leipheimer  | États-Unis | Astana            | 8 h 33 min 26 s |
| 2 | Alberto Contador | Espagne    | Astana            | + 16 s          |
| 3 | David Zabriskie  | États-Unis | Garmin-Slipstream | + 22 s          |
| 4 | Stef Clement     | Pays-Bas   | Rabobank          | + 49 s          |
| 5 | Denis Menchov    | Russie     | Rabobank          | + 55 s          |

### 4eétape
L'étape se déroule entre Santa María del Páramo et la lagune de Los Peces à Galende, et est longue de 145,4 km. L'Espagnol Juan José Cobo est victorieux à l'arrivée.
|   | Cycliste           | Pays    | Équipe            | Temps          |
| - | ------------------ | ------- | ----------------- | -------------- |
| 1 | Juan José Cobo     | Espagne | Fuji-Servetto     | 3 h 42 min 3 s |
| 2 | Denis Menchov      | Russie  | Rabobank          | + 8 s          |
| 3 | Javier Moreno      | Espagne | Andalucía-Cajasur | + 9 s          |
| 4 | Alejandro Valverde | Espagne | Caisse d'Epargne  | m.t.           |
| 5 | Philip Deignan     | Irlande | Cervélo TestTeam  | m.t.           |

|   | Cycliste         | Pays       | Équipe            | Temps            |
| - | ---------------- | ---------- | ----------------- | ---------------- |
| 1 | Levi Leipheimer  | États-Unis | Astana            | 12 h 15 min 38 s |
| 2 | Alberto Contador | Espagne    | Astana            | + 16 s           |
| 3 | David Zabriskie  | États-Unis | Garmin-Slipstream | + 22 s           |
| 4 | Stef Clement     | Pays-Bas   | Rabobank          | + 49 s           |
| 5 | Denis Menchov    | Russie     | Rabobank          | + 54 s           |

### 5eétape
L'étape se déroule entre Benavente et Valladolid, et est longue de 152,5 km. Il s'agit de la deuxième victoire d'Alejandro Valverde après la troisième étape, et Levi Leipheimer remporte le classement général final.
|   | Cycliste           | Pays     | Équipe            | Temps           |
| - | ------------------ | -------- | ----------------- | --------------- |
| 1 | Alejandro Valverde | Espagne  | Caisse d'Epargne  | 3 h 17 min 46 s |
| 2 | José Joaquín Rojas | Espagne  | Caisse d'Epargne  | m.t.            |
| 3 | Pablo Urtasun      | Espagne  | Euskaltel-Euskadi | m.t.            |
| 4 | Ricardo Serrano    | Espagne  | Fuji-Servetto     | + 2 s           |
| 5 | Igor Abakoumov     | Belgique | ISD-Neri          | m.t.            |

|   | Cycliste         | Pays       | Équipe            | Temps            |
| - | ---------------- | ---------- | ----------------- | ---------------- |
| 1 | Levi Leipheimer  | États-Unis | Astana            | 15 h 33 min 26 s |
| 2 | Alberto Contador | Espagne    | Astana            | + 16 s           |
| 3 | David Zabriskie  | États-Unis | Garmin-Slipstream | + 22 s           |
| 4 | Stef Clement     | Pays-Bas   | Rabobank          | + 49 s           |
| 5 | Denis Menchov    | Russie     | Rabobank          | + 1 min 07 s     |

## Classements finals

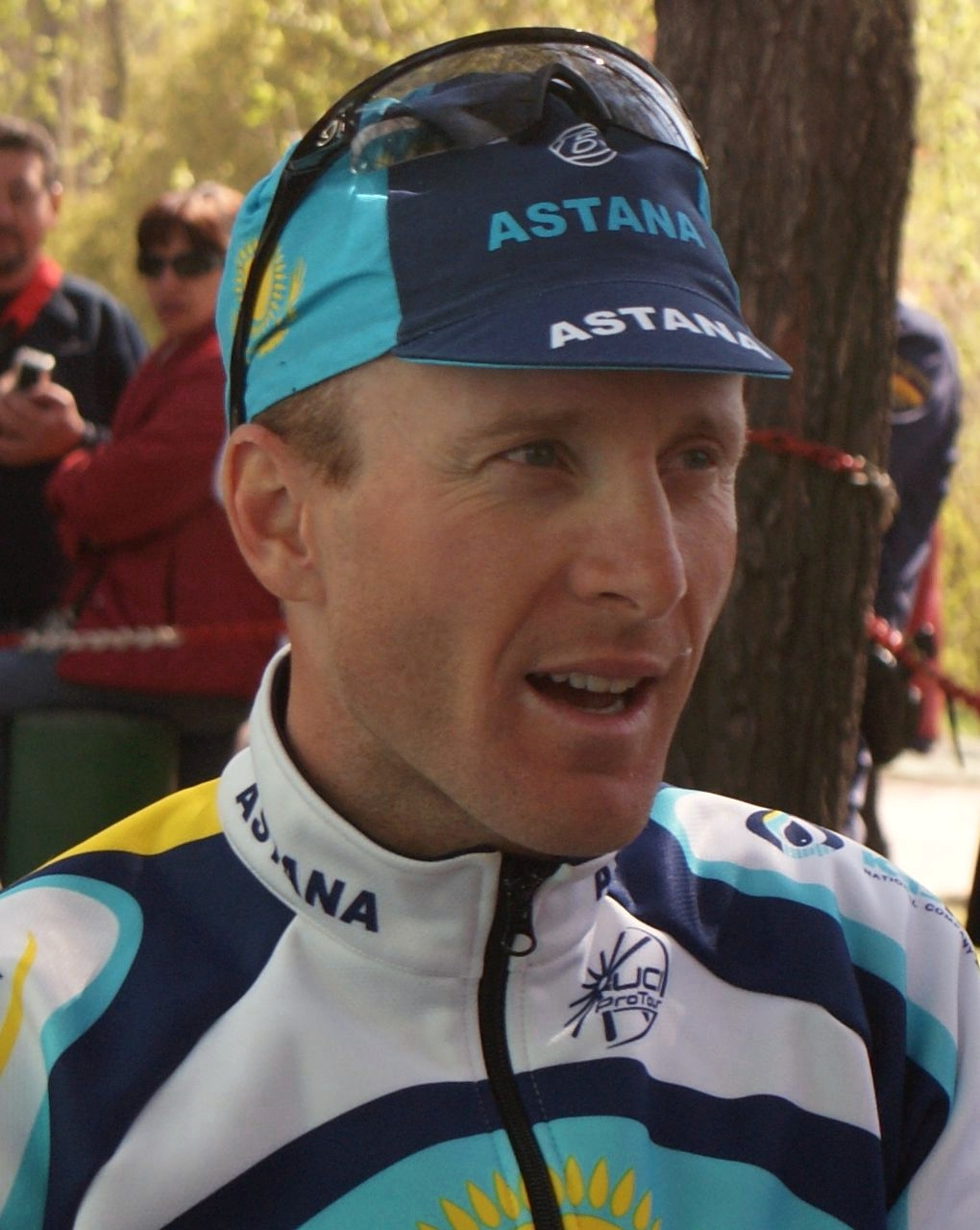
Levi Leipheimer à Palencia après sa victoire d'étape.

|   | Coureur          | Pays       | Équipe            | Temps            |
| - | ---------------- | ---------- | ----------------- | ---------------- |
| 1 | Levi Leipheimer  | États-Unis | Astana            | 15 h 33 min 26 s |
| 2 | Alberto Contador | Espagne    | Astana            | + 16 s           |
| 3 | David Zabriskie  | États-Unis | Garmin-Slipstream | + 22 s           |
| 4 | Stef Clement     | Pays-Bas   | Rabobank          | + 49 s           |
| 5 | Denis Menchov    | Russie     | Rabobank          | + 1 min 07 s     |

|   | Coureur            | Pays       | Équipe           | Points |
| - | ------------------ | ---------- | ---------------- | ------ |
| 1 | Alejandro Valverde | Espagne    | Caisse d'Epargne | 64     |
| 2 | José Joaquín Rojas | Espagne    | Caisse d'Epargne | 43     |
| 3 | Alberto Contador   | Espagne    | Astana           | 38     |
| 4 | Denis Menchov      | Russie     | Rabobank         | 36     |
| 5 | Levi Leipheimer    | États-Unis | Astana           | 33     |

|   | Coureur            | Pays    | Équipe            | Points |
| - | ------------------ | ------- | ----------------- | ------ |
| 1 | Alejandro Valverde | Espagne | Caisse d'Epargne  | 20     |
| 2 | Juan José Cobo     | Espagne | Fuji-Servetto     | 10     |
| 3 | Javier Moreno      | Espagne | Andalucía-Cajasur | 9      |
| 4 | Denis Menchov      | Russie  | Rabobank          | 8      |
| 5 | Xavier Tondo       | Espagne | Andalucía-Cajasur | 8      |

|   | Coureur            | Pays       | Équipe           | Points |
| - | ------------------ | ---------- | ---------------- | ------ |
| 1 | Alejandro Valverde | Espagne    | Caisse d'Epargne | 5      |
| 2 | Denis Menchov      | Russie     | Rabobank         | 5      |
| 3 | Alberto Contador   | Espagne    | Astana           | 5      |
| 4 | Levi Leipheimer    | États-Unis | Astana           | 5      |
| 5 | Juan José Cobo     | Espagne    | Fuji-Servetto    | 5      |

#### Classement par équipes
|   | Équipe            | Temps            |
| - | ----------------- | ---------------- |
| 1 | Rabobank          | 46 h 44 min 45 s |
| 2 | Cervélo TestTeam  | + 4 min 02 s     |
| 3 | Caisse d'Epargne  | + 4 min 03 s     |
| 4 | Astana            | + 4 min 56 s     |
| 5 | Andalucia-Cajasur | + 5 min 02 s     |

## Maillots distinctifs successifs
| Étape (Vainqueur)                | Classement général | Classement par points | Classement de la montagne | Classement du combiné | Classement par équipe |
| -------------------------------- | ------------------ | --------------------- | ------------------------- | --------------------- | --------------------- |
| 0Étape 1 (Joaquín Sobrino)       | Joaquín Sobrino    | Joaquín Sobrino       | José Antonio López        | Joaquín Sobrino       | Caisse d'Epargne      |
| 0Étape 2 (CLM) (Levi Leipheimer) | Levi Leipheimer    | Levi Leipheimer       | José Antonio López        | Levi Leipheimer       | Astana                |
| 0Étape 3 (Alejandro Valverde)    | Levi Leipheimer    | Rubén Pérez           | Alejandro Valverde        | Alejandro Valverde    | Astana                |
| 0Étape 4 (Juan José Cobo)        | Levi Leipheimer    | Alejandro Valverde    | Alejandro Valverde        | Denis Menchov         | Rabobank              |
| 0Étape 5 (Alejandro Valverde)    | Levi Leipheimer    | Alejandro Valverde    | Alejandro Valverde        | Alejandro Valverde    | Rabobank              |
| 0Classements finals              | Levi Leipheimer    | Alejandro Valverde    | Alejandro Valverde        | Alejandro Valverde    | Rabobank              |